# 아피아노스

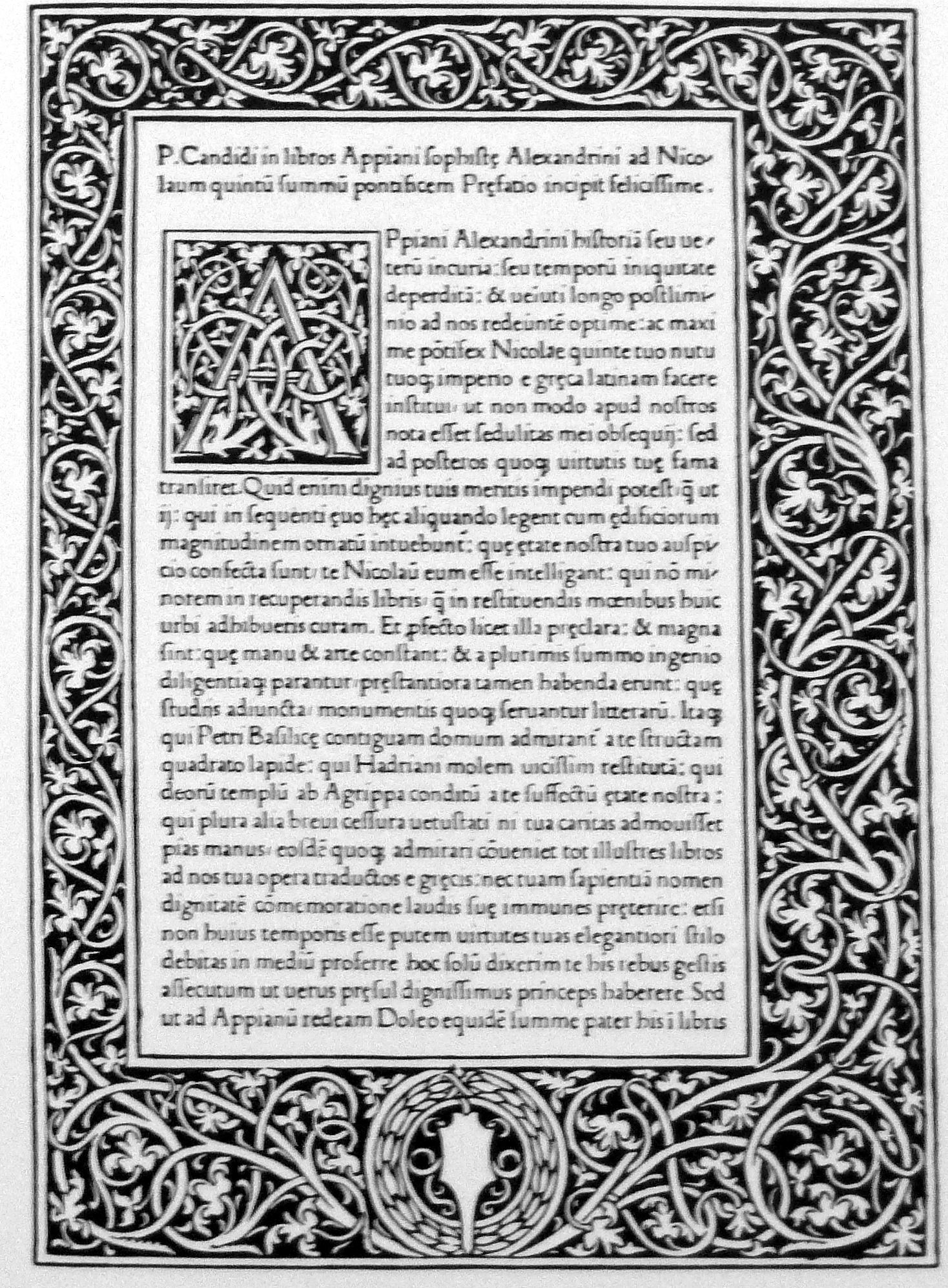
아피아노스: 로마사(Historia Romana) 1477년 베니스 by 에르하르트 라트돌트

아피아노스(고대 그리스어: Ἀππιανός, 95년경 - 165년경)는 2세기 고대 로마의 역사가로, 이집트의 알렉산드리아에서 태어난 그리스 사람이다.
116년, 젊었을 때 이 도시에서 일어난 유대인 반란을 직접 지켜보았다. 이집트에서 고위직에 앉아 로마 공민권과 기사의 신분을 받은 후에 로마에서 황제의 총애를 받아 국고 보좌관, 원수 하급관(procurator)에 임명되었다. 안토니누스 피우스 황제 시절로 추측된다.
그리스어로 전체 24권으로 이루어진 주요 저서 《로마사》(고대 그리스어: Ῥωμαϊκά, Historia Romana)를 저술했다. 이 논문은 로마 초기부터 베스파시아누스 황제까지 로마와 여러 민족의 싸움을 각 지역마다 기록하였고, 그후 로마의 내란을 그 지도자마다 기록하였다.
《내란기》(Guerre Civili) 등 대부분이 남아 있지만, 일부는 부분적인 인용으로 밖에 알려져 있지 않고, 12권 밖에 현존하지 않는다.